# Handlebars (模板系统)
Handlebars 是一个语义化的 web模板系统，最初由 Yehuda Katz 于 2010 年编写。它是 Mustache (模板系统)的一个超集，除渲染 Handlebars 模板之外，也可以渲染 Mustache 模板。不像 Mustache, Handlebars 包括一些逻辑，如 #if, #unless, #with 和 #list。